# Reinhard Hahn
Reinhard Hahn (* 28. Februar 1952 in Weimar) ist ein deutscher Altgermanist.

## Leben
Nach der Promotion A 1980 in Leipzig und der Promotion B 1989 in Jena war er von 1992 bis 2017 Professor für mittelalterliche Literatur an der Universität Jena.
Seine Forschungsschwerpunkte sind mittelalterliche Literatur Thüringens; Meistergesang; frühneuhochdeutscher Prosaroman und Hans Sachs.

## Schriften (Auswahl)
- Meistergesang. Leipzig 1985, OCLC 441628132.
- „Von frantzosischer zungen in teütsch“. Das literarische Leben am Innsbrucker Hof des späteren 15. Jahrhunderts und der Prosaroman Pontus und Sidonia (A). Frankfurt am Main 1990, ISBN 3-631-41958-9.
- Geschichte der mittelalterlichen deutschen Literatur Thüringens. Köln 2012, ISBN 3-412-20926-0.
- Die mittelalterliche Literatur Thüringens. Ein Lexikon. Heidelberg 2018, ISBN 3-8253-6919-6.